# کارلوس مونیوس (بازیکن فوتبال مکزیکی)
کارلوس مونیوس (اسپانیایی: Carlos Muñoz‎؛ زادهٔ ۸ سپتامبر ۱۹۵۹) بازیکن سابق و مربی فوتبال اهل مکزیک است.
از باشگاه‌هایی که در آن بازی کرده‌است می‌توان به باشگاه فوتبال تیگرس اونال اشاره کرد.
وی همچنین در تیم‌های ملی فوتبال زیر ۲۰ سال مکزیک و مکزیک بازی کرده‌است.